# Oedemera piceonotata
Oedemera piceonotata es una especie de coleóptero de la familia Oedemeridae.

## Distribución geográfica
Habita en Sumatra (Indonesia).